# European Champions Cup 2021
La European Champions Cup 2021 è stata la 57ª edizione della massima competizione europea per club di baseball. La coppa, la cui edizione 2020 era stata cancellata a causa della pandemia di COVID-19, torna così ad essere regolarmente disputata.

## Formula
La formula rimane inalterata rispetto a quella delle edizioni precedenti, con due gironi da quattro squadre ciascuno. Le prime due classificate di ciascun girone affrontano in una semifinale secca le prime due dell'altro girone. Le vincenti disputano la finalissima. Tutte le partite sono disputate in Repubblica Ceca, a Ostrava (distretto di Poruba) o nel vicino comune di Frýdek-Místek.
La nazione della squadra peggio classificata perderà un posto nell'edizione successiva con un declassamento in Coppa CEB. Per evitare questo piazzamento, le squadre che non si sono qualificate per le semifinali si sfidano tra di loro in appositi spareggi salvezza.

## Fase a gruppi

### Girone A
| Ostrava 13 luglio 2021, ore 10:30 | Curaçao Neptunus | 14 – 4 (all'8º) referto | Rouen Huskies | Arrows Park Ostrava |

| Frýdek-Místek 13 luglio 2021, ore 17:00 | UnipolSai Bologna | 4 – 3 referto | Heidenheim Heideköpfe | BK Klasik Frýdek-Místek |

| Ostrava 14 luglio 2021, ore 15:00 | Rouen Huskies | 1 – 17 (al 5º) referto | UnipolSai Bologna | Arrows Park Ostrava |

| Frýdek-Místek 15 luglio 2021, ore 11:00 | Heidenheim Heideköpfe | 5 – 11 referto | Curaçao Neptunus | BK Klasik Frýdek-Místek |

| Frýdek-Místek 15 luglio 2021, ore 16:00 | Rouen Huskies | 6 – 19 (al 7º) referto | Heidenheim Heideköpfe | BK Klasik Frýdek-Místek |

| Ostrava 15 luglio 2021, ore 17:30 | UnipolSai Bologna | 18 – 14 (al 7º) referto | Curaçao Neptunus | Arrows Park Ostrava |

#### Classifica
| Pos. | Squadra               | G | V | P | %     | GB  |
| ---- | --------------------- | - | - | - | ----- | --- |
| 1.   | UnipolSai Bologna     | 3 | 3 | 0 | .1000 | 0.0 |
| 2.   | Curaçao Neptunus      | 3 | 2 | 1 | .667  | 1.0 |
| 3.   | Heidenheim Heideköpfe | 3 | 1 | 2 | .333  | 2.0 |
| 4.   | Rouen Huskies         | 3 | 0 | 3 | .000  | 3.0 |

### Girone B
| Ostrava 13 luglio 2021, ore 15:00 | ParmaClima | 4 – 5 referto | Bonn Capitals | Arrows Park Ostrava |

| Ostrava 13 luglio 2021, ore 19:30 | L&D Amsterdam Pirates | 8 – 6 referto | Arrows Ostrava | Arrows Park Ostrava |

| Ostrava 14 luglio 2021, ore 10:30 | Bonn Capitals | 14 – 13 referto | L&D Amsterdam Pirates | Arrows Park Ostrava |

| Ostrava 15 luglio 2021, ore 10:00 | Arrows Ostrava | 8 – 13 referto | ParmaClima | Arrows Park Ostrava |

| Ostrava 15 luglio 2021, ore 13:30 | L&D Amsterdam Pirates | 6 – 11 referto | ParmaClima | Arrows Park Ostrava |

| Ostrava 15 luglio 2021, ore 21:00 | Bonn Capitals | 7 – 18 (al 7º) referto | Arrows Ostrava | Arrows Park Ostrava |

#### Classifica
| Pos. | Squadra               | G | V | P | %    | GB  |
| ---- | --------------------- | - | - | - | ---- | --- |
| 1.   | Bonn Capitals         | 3 | 2 | 1 | .667 | 0.0 |
| 2.   | ParmaClima            | 3 | 2 | 1 | .667 | 0.0 |
| 3.   | L&D Amsterdam Pirates | 3 | 1 | 2 | .333 | 1.0 |
| 4.   | Arrows Ostrava        | 3 | 1 | 2 | .333 | 1.0 |

## Semifinali

### Play-out 5º-8º posto
| Ostrava 16 luglio 2021, ore 10:30 | L&D Amsterdam Pirates | 15 – 1 (al 7º) referto | Rouen Huskies | Arrows Park Ostrava |

| Ostrava 16 luglio 2021, ore 19:30 | Heidenheim Heideköpfe | 3 – 11 referto | Arrows Ostrava | Arrows Park Ostrava |

### Piazzamenti 1º-4º posto
| Ostrava 16 luglio 2021, ore 15:00 | UnipolSai Bologna | 4 – 5 referto | ParmaClima | Arrows Park Ostrava |

| Frýdek-Místek 16 luglio 2021, ore 16:00 | Bonn Capitals | 8 – 7 referto | Curaçao Neptunus | BK Klasik Frýdek-Místek |

## Finali

### Play-out 7º-8º posto
| Ostrava 17 luglio 2021, ore 10:30 | Rouen Huskies | 1 – 12 (al 7º) referto | Heidenheim Heideköpfe | Arrows Park Ostrava |

La Francia perde il diritto di avere una squadra nella prossima European Champions Cup per effetto dell'8º posto finale.

### Finale 3º-4º posto
| Ostrava 17 luglio 2021, ore 15:00 | Curaçao Neptunus | 9 – 11 referto | UnipolSai Bologna | Arrows Park Ostrava |

### Finale 1º-2º posto
| Ostrava 17 luglio 2021, ore 19:30 | ParmaClima | 6 – 4 referto                                         | Bonn Capitals | Arrows Park Ostrava |
| \| \| \| \| \| \| Doppi \| Astorri (2), Sambucci \| \| Joyce al 6º da 1 punto \| Fuoricampo \| Rodríguez al 1º da 3 punti, Sambucci al 4º da 1 punto \| |            |                                                       |               |                     |
| |            |                                                       |               |                     |
| | Doppi      | Astorri (2), Sambucci                                 |               |                     |
| Joyce al 6º da 1 punto | Fuoricampo | Rodríguez al 1º da 3 punti, Sambucci al 4º da 1 punto |               |                     |

## Vincitore
| Campione d'Europa 2021 ParmaClima 14º titolo |